# Catalina Sky Survey

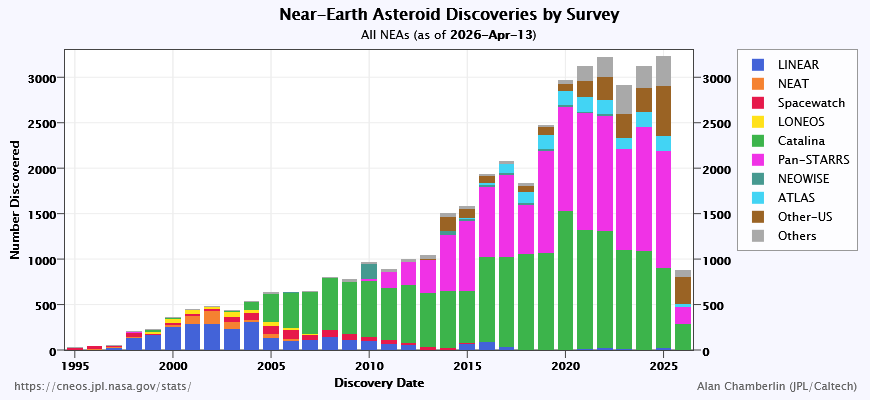
Zahl der erdnahen Objekte, detektiert durch verschiedene Projekte
LINEAR
NEAT
Spacewatch
LONEOS
Catalina Sky Survey
Pan-STARRS
NeoWise
ATLAS
alle anderen

Das Projekt Catalina Sky Survey (CSS) sucht nach Kometen, Asteroiden und erdnahen Objekten (near-Earth objects, NEO). Primäres Ziel ist die Suche nach potentiell gefährlichen Asteroiden (potentially hazardous asteroid, auch PHAs genannt). Das Projekt nutzt drei Teleskope des Mount-Lemmon-Observatorium, die dem Steward Observatory der Universität von Arizona gehören und von ihm verwaltet werden, in den Santa Catalina Mountains, nördlich von Tucson.

## Abschätzung der Bedrohung
Die Technologie hat sich seit Ende des 20. Jahrhunderts soweit verbessert, dass man in der Lage ist, NEOs systematisch und zum großen Teil automatisiert zu suchen. Da es katastrophale Auswirkungen für die Erde nach einer möglichen Kollision mit einem hinreichend großen Objekt geben würde, hat der US-Kongress 1998 die NASA beauftragt, das Programm NEO Observations Program (NEOO) ins Leben zu rufen, um Objekte größer als 1 Kilometer zu 90 Prozent zu erfassen. Die gewonnenen Daten werden mit dem Überwachungssystem Sentry ausgewertet.
Zusätzlich zur reinen Information, wie viele NEOs es gibt, gibt es weitere Erkenntnisse im NEO Projekt. Zum Beispiel kann das Wissen über den Asteroidengürtel verbessert werden, die kometare Verteilung in größeren Sonnenentfernungen bestimmt werden etc.

## Missionsziele
Catalina Sky Survey (CSS) und das angeschlossene Siding Spring Survey (SSS) führen die Suche nach NEOs durch und führen somit das vom US-Kongress erteilte Mandat aus.

## Informationsübersicht
Jeden Monat decken die weitwinkligen Überwachungen die Beobachtungsmöglichkeiten zu etwa R ~19.5 ab. Um das Suchvolumen auf größere Entfernungen zu erweitern, sind indes größere Gerätschaften erforderlich.
Bis jetzt hat CSS 310 NEOs 2005 und 400 im Jahre 2006 entdeckt. Für das Jahr 2007 geht man sogar von 450 gefundenen Objekten aus. Besonders wichtige Entdeckungen waren:

## Asteroid 2007 WD5
Als Teil dieser Beobachtungen wurde am 20. November 2007 der Asteroid mit der Bezeichnung 2007 WD5 durch das CSS-Team-Mitglied Andrea Boattini entdeckt. Diesem Asteroiden räumte man die Wahrscheinlichkeit von 1:40 ein, dass er auf dem Mars einschlägt. Als Termin wurde der 30. Januar 2008 genannt. Daraufhin wurde der Asteroid genauer beobachtet, um mehr Informationen über die Einschlagswahrscheinlichkeit zu erfahren, wodurch später ein Einschlag ausgeschlossen werden konnte.

## Asteroid 2007 TU24
2007 TU24 wurde am 11. Oktober 2007 entdeckt. Der Durchmesser wurde mit etwa 300 bis 600 m ermittelt. Der Asteroid kreuzte die Bahn der Erde am 29. Januar 2008 in einem Abstand von 554.209 km, was rund der 1,44-fachen Mondentfernung entspricht. Ansonsten weiß man über diesen Asteroiden noch nicht viel; allerdings wurden erste Radarbeobachtungen gemacht, so vom Goldstone Observatory am 23. Januar.

## Asteroid 2008 TC3
Am 6. Oktober 2008 wurde der Asteroid 2008 TC3 entdeckt und berechnet, dass er am 7. Oktober 2008 um 4:46 MESZ über dem Nordsudan in die Erdatmosphäre eintreten würde. Damit gelang es zum ersten Mal, einen Asteroideneinschlag auf der Erde richtig vorauszusagen.

## Asteroid (614433) 2009 KK
Am 17. Mai 2009 wurde der erdnahe Asteroid (614433) 2009 KK mit einem Durchmesser von rund 270 m entdeckt, der am 22. Mai 2009 zur Gefahrenstufe 1 auf der Turiner Skala zugeordnet wurde, durch weitere Beobachtungen konnte der Wert am 10. Juni auf 0 gesenkt werden.

## Asteroid 2014 AA
Am 1. Januar 2014 entdeckte Richard Kowalski den kleinen Asteroiden 2014 AA, der am 2. Januar 2014 mit der Erde kollidierte. Es war das zweite Mal, nach 2008 TC3, dass ein Asteroid vor dem Eintritt in die Erdatmosphäre beobachtet wurde.

## Asteroid 2018 UA
Am 19. Oktober 2018 flog der von Catalina Sky Survey entdeckte einige Meter große Asteroid des Apollo-Typs 2018 UA in einer Entfernung von weniger als 20.000 km an der Erde vorbei.

## CSS/SSS-Team
Leiter des CSS-Teams ist Steve Larson von der Lunar and Planetary Laboratory der University of Arizona.
Das komplette Team besteht aus den Astronomen:
- Steve Larson
- Ed Beshore
- Rik Hill
- Richard Kowalski
- Alex Gibbs
- Andrea Boattini
- Al Grauer

In Australien:
- Robert McNaught
- Gordon Garradd
- Donna Burton

Als quasi „Nebenprodukt“ der Beobachtungen dieser Gruppe fallen diverse Erstentdeckungen von Kometen an, die entweder den Namen des Entdeckers tragen oder neben der astronomischen Bezeichnung die Zusatzbezeichnung Catalina bzw. auch Siding Spring.

## Sonstiges
Juni 2014 startete Planetary Resources und das Citizen-Science-Webportal Zooniverse das Projekt "Asteroid Zoo", dabei werden Daten aus dem Catalina Sky Survey von der interessierten Allgemeinheit ausgewertet. Ziel der Suche ist es bislang unbekannte Objekte zu finden, die evtl. in Zukunft für einen Asteroidenbergbau genutzt werden könnten oder im Falle einer Kollision mit der Erde eine Bedrohung darstellen.

## Nachweise
1. ↑  Facilities – Catalina Sky Survey. In: arizona.edu. catalina.lpl.arizona.edu, abgerufen am 4. April 2024.
2. ↑  Catalina Sky Survey Discovers Space Rock That Could Hit Mars. Abgerufen am 22. Dezember 2007 (englisch).
3. ↑  Recently Discovered Asteroid Could Hit Mars in January. Archiviert vom Original am 24. Dezember 2007; abgerufen am 22. Dezember 2007 (englisch).
4. ↑  Steve Chesley, Paul Chodas, Don Yeomans: 2007 WD5 Mars Collision Effectively Ruled Out - Impact Odds now 1 in 10,000. NASA/JPL Near-Earth Object Program Office, 9. Januar 2008, archiviert vom Original am 11. Januar 2008; abgerufen am 9. Januar 2008 (englisch).
5. ↑  Asteroid Zooms by Earth (Memento vom 2. Februar 2008 im Internet Archive)
6. ↑  Rick Weiss: Asteroid to Miss Earth Today. In: The Washington Post. 28. Januar 2008, abgerufen am 21. Juni 2018.
7. ↑   'Asteroid Zoo' Enlists Citizen Scientists for Online Hunt nbcnews.com
8. ↑   The Science asteroidzoo.org, abgerufen am 26. Juni 2014